# Marianowo (gmina Sompolno)
Marianowo – wieś w Polsce położona w województwie wielkopolskim, w powiecie konińskim, w gminie Sompolno
Wieś sołecka, po południowej stronie jeziora Lubstowskiego, przy drodze wojewódzkiej nr 266.
W latach 1954–1959 wieś należała i była siedzibą władz gromady Marianowo, po jej zniesieniu w gromadzie Lubstów. W latach 1975–1998 miejscowość należała administracyjnie do województwa konińskiego. Według danych z roku 2009 sołectwo wraz z należącymi do niego Jesionką i Łagiewnikami liczyło 389 mieszkańców.
Mieszkańcy Marianowa wyznania katolickiego przynależą do parafii Narodzenia Najświętszej Maryi Panny w Racięcicach oraz do parafii św. Mateusza Apostoła w Lubstówku.